# Zelene alge
Zelene alge (lat. Chlorophyta), koljeno algi iz koje je evoluiralo više biljaka.
Imaju vjerojatno od 7.500 - 10.000 vrsta, oko 500 rodova i 36 porodica. Većinom su svjetlo-zelene boje, iako postoje neke vrste crvene boje. Uključuju jednostanične i kolonijalne bičaše, obično s dva biča po stanici, kao i raznovrne kolonije, također i kokoidne, te nitaste oblike, a tu su i makroskopske vodene trave.

## Opis
Skoro sve vrste imaju kloroplaste, koji sadrže pigmente: klorofil a i b koji im daju svjetlo-zelenu boju, karotenoide (beta karoten) i ksantofile (lutein). Također sadrže i složene tilakoide. Obično imaju stanične zidove koji sadrže celulozu. Mitoza im se odvija bez centriola. Pričuvne tvari u stanicama su škrob i kapljice ulja, koji nastaje kao proizvod asimilacije.
Postoje različiti oblici talusa: jednostanični, kolonijalni i heterotrihni.

## Razmnožavanje
Razmnožavaju se nespolno (vegetativno, sporama) i spolno. Vegetativan tip razmnožavanja imaju jednostanične zelene alge (diobom stanica, raspadanjem kolonija), dok se neke višestanične alge razmnožavaju fragmentacijom talusa. Razmnožavanje sporama najčešće se odvija zoosporama, kruškolikog oblika, s dva do četiri biča iste dužine. One imaju jednu jezgru, vrčasti kloroplast, crvenu očnu pjegu i kontraktilne vakuole Ipak neke se zelene alge razmnožavaju aplanosporama kod kojih nedostaju bičevi, crvena očna pjega i kontraktilna vakuola.
Spolni način razmnožavanja je gametogamija. Gamete se razvijaju u jednostaničnim gametangijima. Produkt kopulacije je diploidna zigota koja često postaje trajna stanica ili cistozigota, a klije nakon faze mirovanja.
Također postoji i ovakav oblik spolnog razmnožavanja. Haploidna stanica alge, koja sadrži samo jedan primjerak svoje DNK može se stapati s drugom haploidnom stanicom, pa nastaje diploidna zigota. Kada nitaste alge to urade, stvaraju mostove između stanica, a taj proces naziva se konjugacija.

## Stanište i način života
Autotrofit, većina živi kao plankton ili bentos u slatkim vodama (oko 90% vrsta). Dok neke zelene alge više preferiraju čiste, oligotrofne vode, druge pak vole vode bogate fosfatima, nitratima i amonijakom (eutrofne vode). Ostale se pojavljuju na najrazličitijim staništima (tlo, morski bentos, led i snijeg, kora vlažnog drveća, simbionti s gljivama i životinjama). Vrlo su heterogene alge.

## Raznolikost
Postoje različiti oblici algi:
- pokretni jednostaničari (npr. Chlamydonomas).
- nepokretni jednostaničari (npr. Tetracistis).
- pokretne kolonije (npr. Gonijum, Pandorina, Volvox, Eudorina).
- palmeloidne (tetrasporne) kolonije (npr. Pseudosphareocystis, Coccomixa, Sphaerocystis).
- kokoidni oblici (npr. Ulortix, Spirogyra, Oedogonium, Stigeoclonium).
- laminarni oblici (npr. Uliva).
- parenhimski oblici (npr. Chara, Coleochaetae).
- sifonalni oblici (npr. Derebesia, Codium, Caulerepa).

## Razredi
1. Chlorodendrophyceae Massjuk
2. Chlorophyceae Wille
3. Chlorophyta incertae sedis
4. Chloropicophyceae Lopes dos Santos & Eikrem
5. Mamiellophyceae Marin & Melkonian
6. Nephrophyceae Cavalier-Smith ; Nephroselmidophyceae
7. Palmophyllophyceae Leliaert et al.
8. Pedinophyceae Moestrup
9. Picocystophyceae Eikrem & Lopes dos Santos
10. Pyramimonadophyceae
11. Trebouxiophyceae Friedl
12. Ulvophyceae K.R.Mattox & K.D.Stewart

### Porodice
1. Actinochloridaceae Korshikov
2. Anadyomenaceae Kützing
3. Ankistrodesmaceae
4. Aphanochaetaceae Oltmanns
5. Asteromonadaceae Péterfi
6. Barrancaceae Caisová, Pérez Reyes, Cruz Álamo, Martel Quintana, Surek & Melkonian
7. Bathycoccaceae Marin & Melkonian
8. Binucleariaceae Škaloud & Leliaert
9. Bolbocoleonaceae C.J.O'Kelly & B.Rinkel
10. Boodleaceae Børgesen
11. Botryococcaceae
12. Bracteacoccaceae Tsarenko
13. Bracteamorphaceae Fuciková, P.O.Lewis & L.A.Lewis
14. Bryopsidaceae Bory
15. Carteriaceae Pascher
16. Caulerpaceae Kützing
17. Chaetopeltidaceae G.S.West
18. Chaetophoraceae Greville
19. Chaetosiphonaceae Blackman & Tansley
20. Characiaceae (Nägeli) Wittrock
21. Characiochloridaceae Skuja
22. Characiosiphonaceae Iyengar
23. Chlamydomonadaceae F.Stein
24. Chlamydomonadales incertae sedis
25. Chlorangiellaceae Bourrelly ex Fott
26. Chlorangiopsidaceae
27. Chlorellaceae Brunnthaler
28. Chlorellales incertae sedis
29. Chlorochytriaceae Setchell & N.L.Gardner
30. Chlorococcaceae Blackman & Tansley
31. Chlorocystidaceae Kornmann & Sahling
32. Chlorodendraceae Oltmanns
33. Chlorophyceae familia incertae sedis
34. Chlorophyta familia incertae sedis
35. Chloropicaceae Lopes dos Santos & Eikrem
36. Chlorosarcinaceae Bourrelly ex Groover & Bold
37. Chromochloridaceae Fuciková, P.O.Lewis & L.A.Lewis
38. Cladophoraceae Wille
39. Cloniophoraceae A.L.Carlile, C.J.O'Kelly & A.R.Sherwood
40. Coccomyxaceae G.M.Smith
41. Codiaceae Kützing
42. Collinsiellaceae Chihara
43. Crustomastigaceae Marin & Melkonian
44. Ctenocladaceae Borzì
45. Cylindrocapsaceae Wille
46. Dangeardinellaceae Ettl
47. Dasycladaceae Kützing
48. Derbesiaceae Hauck
49. Dichotomosiphonaceae G.M.Smith
50. Dicranochaetaceae Bourrelly ex P.C.Sillva
51. Dictyochloridaceae Fuciková, P.O.Lewis & L.A.Lewis
52. Dictyococcaceae Fuciková, P.O.Lewis & L.A.Lewis
53. Dictyosphaeriaceae Kützing
54. Dolichomastigaceae Marin & Melkonian
55. Dunaliellaceae T.Christensen
56. Eremosphaeraceae
57. Fritschiellaceae Caisová & Melkonian
58. Gayraliaceae K.L.Vinogradova
59. Gloeotilaceae Ettl & Gärtner
60. Gomontiaceae De Toni
61. Goniaceae (Pascher) Pascher
62. Haematococcaceae G.M.Smith
63. Halimedaceae Link
64. Halosphaeraceae Haeckel
65. Hazeniaceae Škaloud & Leliaert
66. Helicodictyaceae Whitford & G.J.Schumacher
67. Hormotilaceae Korshikov
68. Hydrodictyaceae Dumortier
69. Hypnomonadaceae Korshikov
70. Ignatiaceae Leliaert & Škaloud
71. Koliellaceae Hindák
72. Kornmanniaceae L.Golden & K.M.Cole
73. Kraftionemaceae Wetherbee & Verbruggen
74. Mamiellaceae Moestrup
75. Marsupiomonadaceae Marin
76. Micractiniaceae G.M.Smith
77. Microsporaceae Bohlin
78. Microthamniaceae G.S.West
79. Monomastigaceae Huber-Pestalozzi ex Marin & Melkonian
80. Monostromataceae Kunieda
81. Mychonastaceae Fuciková, P.O.Lewis & L.A.Lewis
82. Neochloridaceae Ettl & Komárek
83. Nephroselmidaceae Skuja ex P.C.Silva
84. Oedogoniaceae de Bary ex Hirn
85. Okellyaceae Leliaert & Rueness
86. Oltmannsiellopsidaceae T.Nakayama, Shin Watanabe & I.Inouye
87. Oocystaceae Bohlin
88. Ostreobiaceae P.C.Silva ex Maggs & J.Brodie
89. Palmellaceae Decaisne
90. Palmellopsidaceae Korshikov
91. Palmophyllaceae Zechman et al.
92. Pedinomonadaceae Korshikov
93. Phacotaceae Francé
94. Phaeophilaceae D.F.Chappell, C.J.O'Kelly, L.W.Wilcox, & G.L.Floyd
95. Phyllosiphonaceae
96. Picocystaceae Eikrem & Lopes dos Santos
97. Pithophoraceae Wittrock
98. Planophilaceae Škaloud & Leliaert
99. Pleurastraceae K.R.Mattox & K.D.Stewart
100. Polyblepharidaceae P.A.Dangeard
101. Polyphysaceae Kützing
102. Prasinococcaceae Leliaert et al.
103. Prasiolaceae F.F.Blackman & A.G.Tansley
104. Prasiolales incertae sedis
105. Protosiphonaceae Blackman & Tansley
106. Pseudocladophoraceae Boedeker & Leliaert
107. Pseudocodiaceae L.Hillis-Colinvaux
108. Pseudomuriellaceae Fuciková, P.O.Lewis & L.A.Lewis
109. Pseudoudoteaceae
110. Pterospermataceae Lohmann
111. Pterosphaeridiaceae
112. Pycnococcaceae R.R.L.Guillard
113. Pyramimonadaceae Korshikov
114. Pyramimonadophyceae familia incertae sedis
115. Raciborskiellaceae Korshikov
116. Radiococcaceae Fott ex P.C.Silva
117. Resultomonadaceae Marin
118. Rhipiliaceae Dragastan, D.K.Richter, Kube, Popa, Sarbu & Ciugulea
119. Rotundellaceae Fuciková, P.O.Lewis & L.A.Lewis
120. Sarcinofilaceae Škaloud & Leliaert
121. Scenedesmaceae Oltmanns
122. Schizochlamydaceae Fuciková, P.O.Lewis & L.A.Lewis
123. Schizomeridaceae G.M.Smith
124. Schroederiaceae Fuciková, P.O.Lewis & L.A.Lewis
125. Scotinosphaeraceae Škaloud, Kalina, Nemjová, De Clerck & Leliaert
126. Scourfieldiaceae Moestrup
127. Selenastraceae Blackman & Tansley
128. Siphonocladaceae F.Schmitz
129. Sphaerocystidaceae Fott ex Tsarenko
130. Sphaerodictyaceae C.-C.Jao
131. Sphaeropleaceae Kützing
132. Sphaeropleales incertae sedis
133. Spondylomoraceae Korshikov
134. Tetrabaenaceae H.Nozaki & M.Ito
135. Tetracystaceae Ettl & Komarek
136. Tetrasporaceae Wittrock
137. Trebouxiaceae Friedl
138. Trebouxiophyceae incertae sedis
139. Trentepohliaceae Hansgirg
140. Treubariaceae (Korshikov) Fott
141. Triploporellaceae Pia
142. Tumidellaceae Fuciková, P.O.Lewis & L.A.Lewis
143. Tupiellaceae Škaloud & Leliaert
144. Udoteaceae J.Agardh
145. Ulotrichaceae Kützing
146. Ulotrichales familia incertae sedis
147. Ulvaceae J.V.Lamouroux ex Dumortier
148. Ulvales incertae sedis
149. Ulvellaceae Schmidle
150. Ulvophyceae familia incertae sedis
151. Uronemataceae Caisová, Pérez Reyes, Cruz Álamo, Martel Quintana, Surek & Melkonian
152. Valoniaceae Kützing
153. Volvocaceae Ehrenberg

## Unutarnje poveznice
- Zlatna alga
- Algašice
- Alge kremenjašice
- Fitoplankton